# Espace numérique de travail (éducation)
Pour les articles homonymes, voir ENT.
Cet article concerne les LMS en France. Pour l'article général, voir Learning management system.
 (novembre 2015).
En France, un espace numérique de travail (ENT) est un ensemble d'outils en ligne qui permet un accès à distance à des ressources numériques. Ce terme est couramment utilisé dans les collèges, les lycées et les universités françaises pour désigner un portail internet. Il commence à être également utilisé dans le primaire. On parle aussi d'environnement numérique de travail, de bureau virtuel, de cartable en ligne et de plate-forme de travail collaboratif. Certaines applications web (learning management system) permettant l'enseignement à distance peuvent offrir des services similaires à un espace numérique de travail.
Un espace numérique de travail ou environnement numérique de travail ou « bureau virtuel » ou « portail de services » (ENT) est une plateforme de travail collaboratif respectant un cahier des charges réalisé dans le cadre des TICE par le ministère français de l'Éducation nationale. Celui-ci s'est développé d'abord dans les  universités et commence à être étendu au sein de l'enseignement secondaire. Les différentes personnes ayant accès aux ENT sont consultables auprès de la CNIL (élèves, professeurs, parents). Cette plateforme doit s'articuler avec d'autres plateformes déjà existantes au sein de l'Éducation nationale, des Académies (Sconet, NOTANET, Admission Post-Bac ou ETNA), des collectivités et des établissements scolaires.

## Définitions
Le schéma directeur des espaces numériques de travail (SDET) donne une première définition dans un document de cadrage réalisé par le ministère français de l'Éducation nationale : « Un espace numérique de travail (ENT) désigne un ensemble intégré de services numériques
choisis et mis à disposition de tous les acteurs de la communauté éducative d’une ou plusieurs
écoles ou d’un ou plusieurs établissements scolaires dans un cadre de confiance défini par un
schéma directeur des ENT et par ses annexes. Il constitue un point d’entrée unifié permettant à
l’utilisateur d’accéder, selon son profil et son niveau d’habilitation, à ses services et contenus
numériques. Il offre un lieu d’échange et de collaboration entre ses usagers, et avec d’autres
communautés en relation avec l’école ou l’établissement. ».
Une seconde définition : l'ENT est le service en ligne accessible depuis n'importe quel navigateur connecté à l'Internet qui assemble les services numériques adaptés aux catégories d'utilisateurs : s'informer, produire des informations, consulter des ressources, organiser son travail, communiquer, travailler seul ou en groupe, apprendre, accompagner la scolarité de ses enfants, etc.
Ces services peuvent provenir :
- de leur organisation d'appartenance (rectorat, ministère, ESEN) ;
- d'une organisation partenaire (collectivité, mécène, etc.) ;
- d'un éditeur public (CRDP) ou privé.

## Objectifs
Dans un premier temps, l’ENT a pour but de moderniser l’enseignement et la pédagogie mais les objectifs sont plus précis suite à l’Arrêté du 30 novembre 2006 :
« Les ENT ont pour objet :
- de saisir et de mettre à la disposition des élèves et de leurs parents, des étudiants, des enseignants, des personnels administratifs et plus généralement de tous les membres de la communauté éducative de l'enseignement scolaire ou de l'enseignement supérieur, en fonction des habilitations de chaque usager, des contenus éducatifs et pédagogiques, des informations administratives, relatives à la vie scolaire, aux enseignements et au fonctionnement de l'établissement ainsi que de la documentation en ligne;

- de permettre aux usagers de l'ENT de s'inscrire en ligne à des activités proposées par l'établissement, de s'inscrire à des listes de diffusion, de participer à des espaces communautaires (forums de discussion, espaces collaboratifs, blogs...). »

## Infrastructure informatique
L'hébergement d'un ENT peut se faire par infogérance (fournisseur de services d'applications ou ASP en anglais) auprès d'une Entreprise de services du numérique (ESN) ou auprès d'un service informatique sous tutelle de l'état (universités, conseil général, conseil régional) ou encore en local (école, entreprise). Ce serveur nécessite l'intervention d'un technicien en informatique, d'un administrateur systèmes, d'un administrateur réseaux, d'un administrateur de bases de données et d'un webmestre (administrateur de site). 
Lorsqu'un hébergeur professionnel est choisi, l'établissement scolaire laisse le côté technique au prestataire de services.

### Recommandation officielle pour les ENT et systèmes
Les interfaces logicielles des différents prestataires doivent fournir une prestation accessible/interopérable du point de vue internet (W3C, WCAG, WAI) et ENT.
L'État français a fait de nombreuses recommandations pour la mise en place d'un ENT.
Cependant, aucune recommandation n'existe quant au support des normes SCORM, AICC, LOM par un ENT. 
En effet, un ENT se base à transposer le fonctionnement d'un établissement scolaire.Il n'a pas vocation à remplacer la capacité d'évaluation et d'enseignement d'un professeur par un  LMS.

#### S3IT
Le Schéma stratégique des systèmes d'informations et de télécommunications (S3IT) apparait en 2002 et est réactualisé en 2006. Il prévoyait la rédaction du Schéma directeur des environnements de travail (SDET), renommé depuis Schéma directeur des espaces numériques de travail (SDET).

#### SDET
Le Schéma Directeur des Espaces de Travail (SDET) est piloté par la Direction de la technologie et s'inscrit dans le Schéma stratégique des systèmes d'information et de télécommunication (S3IT). Il s'adresse aux acteurs des projets ENT et est destiné à être un guide dans les mises en place technique, organisationnelle et fonctionnelle.
Régulièrement mis à jour, ce document a pour ambition de devenir un instrument de dialogue entre les différents partenaires des projets. L'ensemble des documents sont également mis en référence dans les appels d'offres de généralisation des ENT. Le cahier des charges du SDET est disponible sur le site Éduscol.
À partir du contenu du SDET et de ses annexes une procédure de validation de l'interopérabilité des dispositifs ENT déployés. Le SDET définit un niveau de préconisation pour chaque fonctionnalité (recommandé, indispensable, optionnel).

#### SDI
Le Schéma directeur des infrastructures (SDI) expose les préconisations pour le raccordement des établissements à l'Internet.

#### S2i2e
La note de cadrage Services Internet et Intranet pour les établissements scolaires et les Écoles (S2i2e) détaille les grands principes d'organisation, de gestion, et de sécurisation de leurs réseaux locaux.

#### Projets compatibles ENT SDET
Les produits offrent des services relativement comparables du fait d'un cahier des charges national. Seule l'installation, la maintenance, la performance du système lors de la montée en charge, l'entretien et tous les services liés à l'informatique (formation, hébergement, serveur DNS, mail, nom de domaine) et donc le coût est la question principale.
Le recteur d'une académie met en place un groupe travail et propose à des établissements de participer au travail sur l'ENT tandis qu'une administration publique sous tutelle de l'état ou une SSII ou un consortium gère le projet informatique (systèmes de gestion de contenu).
Plusieurs collectivités territoriales et l'État au sein de la convention cadre regroupant plusieurs régions et départements peuvent participer au financement du projet.
Un établissement scolaire a la liberté de choisir l'ENT de son choix du moment qu'il paye la licence d'utilisation du logiciel ou qu'il utilise un ENT open source.
Les Learning Management Systems (LMS) sont des ENT qui proposent des fonctionnalités adaptées aux grandes écoles, écoles de commerce, universités, CFA… 